# خط تشوأو الرئيسي
خط تشوأو الرئيسي (باليابانية: 中央本線، تشوأو-هون-سين)، وعادةً ما يطلق عليه بخط تشوأو اختصاراً، هو أحد خطوط قطارات الركاب التابعة لشركة شرق اليابان للسكك الحديدية وشركة وسط اليابان للسكك الحديدية، حيث أنه يربط مدينتي طوكيو شرقاً وناغويا غرباً. على الرغم من أنه أبطأ الخطوط الرابطة بين المدينتين إلا أنه يعتبر أحد الخطوط الأساسية في مجموعة اليابان للسكك الحديدية.